# Boomerang!
Boomerang! is een Amerikaanse film noir uit 1947 onder regie van Elia Kazan.

## Verhaal
In Bridgeport wordt een man beticht van de moord op een priester. Zijn advocaat wil zijn onschuld bewijzen, maar hij wordt tegengewerkt van hogerhand.

## Rolverdeling
| Acteur         | Personage          |
| -------------- | ------------------ |
| Dana Andrews   | Henry L. Harvey    |
| Jane Wyatt     | Madge Harvey       |
| Lee J. Cobb    | Harold F. Robinson |
| Cara Williams  | Irene Nelson       |
| Arthur Kennedy | John Waldron       |
| Sam Levene     | Dave Woods         |
| Taylor Holmes  | T.M. Wade          |
| Robert Keith   | Mac McCreery       |
| Ed Begley      | Paul Harris        |
| Karl Malden    | Det. Lt. White     |